# Lineae di Venere
Segue una lista delle lineae presenti sulla superficie di Venere. La nomenclatura di Venere è regolata dall'Unione Astronomica Internazionale; la lista contiene solo formazioni esogeologiche ufficialmente riconosciute da tale istituzione.
Le lineae di Venere portano il nome di divinità femminili collegate alla guerra di varie culture. Fanno eccezione le quattro lineae che hanno ricevuto la propria denominazione quando si riteneva che fossero caratteristiche superficiali di diversa natura.
Inoltre, si contano due lineae inizialmente battezzate dall'IAU e la cui denominazione è stata poi abrogata.

## Prospetto
| Linea            | Eponimo | Latitudine | Longitudine | Diametro |
| ---------------- | --- | ---------- | ----------- | -------- |
| Agrona Linea     | Agrona - Dea della distruzione nella mitologia celtica.                                                                         | 40° N      | 280° E      | 2300 km  |
| Antiope Linea    | Antiope - Regina delle Amazzoni nella mitologia greca.                                                                          | 40° S      | 350° E      | 0 km     |
| Badb Linea       | Badb - Dea della guerra dalle sembianze di corvo nella mitologia irlandese.                                                     | 14° N      | 15° E       | 1750 km  |
| Breksta Linea    | Breksta - Dea del buio notturno nella mitologia lituana. Precedentemente classificato come dorsa.                               | 35,9° N    | 304° E      | 700 km   |
| Discordia Linea  | Discordia - Dea della discordia, collegata a Bellona, nella mitologia romana.                                                   | 58° S      | 246,5° E    | 800 km   |
| Guor Linea       | Guor - Valchiria della mitologia norrena.                                                                                       | 20° N      | 0° E        | 0 km     |
| Hippolyta Linea  | Ippolita - Regina delle Amazzoni.                                                                                               | 42° S      | 345° E      | 0 km     |
| Jokwa Linea      | Jokwa - Signora dell'Ovest che mosse guerra ai demoni e ai giganti per portare l'ordine sulla Terra nella mitologia giapponese. | 17° S      | 210° E      | 2200 km  |
| Kalaipahoa Linea | Kalaipahoa - Dea guerriera nella mitologia hawaiana.                                                                            | 60,5° S    | 336,5° E    | 2400 km  |
| Kara Linea       | Kara - Valchiria della mitologia norrena.                                                                                       | 44° S      | 306° E      | 0 km     |
| Lampedo Linea    | Lampedo - Regina amazzone nell'epica degli Sciti.                                                                               | 62,2° N    | 293° E      | 800 km   |
| Molpadia Linea   | Molpadia - Una delle amazzoni nella mitologia greca.                                                                            | 48° S      | 355° E      | 0 km     |
| Morrigan Linea   | Mórrígan - Dea della guerra nella mitologia celtica.                                                                            | 54,5° S    | 311° E      | 3200 km  |
| Ningal Lineae    | Ningal - Dea dei canneti nella mitologia sumera. Precedentemente classificato come undae.                                       | 9° N       | 60,7° E     | 225 km   |
| Penardun Linea   | Penardun - Divinità celeste nella mitologia celtica.                                                                            | 54° S      | 344° E      | 975 km   |
| Sarykyz Linea    | Sarykyz - Spirito malvagio della mitologia uzbeka.                                                                              | 77,3° S    | 200° E      | 370 km   |
| Sui-ur Linea     | Sui-ur - La consorte del dio della guerra nella cultura dei Mansi.                                                              | 61° S      | 260° E      | 700 km   |
| Szél-anya Lineae | Szél-anya - Madre dei venti nella cultura degli Ungari. Precedentemente classificato come dorsa.                                | 79,4° N    | 81,3° E     | 975 km   |
| Tezan Lineae     | Tezan - Dea dell'alba nella mitologia etrusca. Precedentemente classificato come dorsa.                                         | 81,4° N    | 47,1° E     | 1079 km  |
| Thaukhud Linea   | Thaukhud - Spirito femminile guerriero e benevolo nella cultura degli Adighè.                                                   | 24° S      | 232° E      | 900 km   |
| Veleda Linea     | Veleda - Dea guerriera della mitologia celtica.                                                                                 | 10° S      | 213° E      | 1350 km  |
| Virtus Linea     | Virtus - Dea del coraggio e del valore militare nella mitologia romana.                                                         | 12° N      | 21° E       | 500 km   |

## Nomenclatura abolita
| Linea         | Eponimo                                              | Latitudine | Longitudine | Diametro | Motivazione |
| ------------- | ---------------------------------------------------- | ---------- | ----------- | -------- | ----------- |
| Hariasa Linea | Hariasa - Dea guerriera nella mitologia dei Germani. | 19° N      | 15° E       | 0 km     | n.d.        |
| Vihansa Linea | Vihansa - Dea guerriera nella mitologia dei Germani. | 54° N      | 20° E       | 0 km     | n.d.        |